# Ilulissat
Ilulissat (grønlandsk for "Isfjeldene", tidligere dansk navn: Jakobshavn), er Grønlands tredjestørste by. Ilulissat ligger i Vestgrønland på østkysten af Diskobugten, ca. 2 km nord for mundingen af Ilulissat Isfjord og er en del af Avannaata Kommune. Byen er hovedby i Ilulissat Præstegæld. Til præstegældet hører følgende bygder: Ilimanaq (Claushavn), Oqaatsut (Rodebay), Qeqertaq og Saqqaq. Ilulissat var hovedby i den tidligere Ilulissat Kommune der havde 5005 indbyggere (1. januar 2005), heraf 4533 i selve byen.
Byen har en stor havn, lufthavn og helikopterlandingsplads (heliport).
De fleste af indbyggerne i byen er beskæftiget i fiskeindustrien og med fiskeri. Om sommeren fiskes der fra småbåde og joller ved Isfjeldsbanken. Om vinteren foregår fiskeriet længere inde i fjorden, hvor der fiskes fra isen. Al transport frem og tilbage om vinteren foregår på hundeslæde eller snescooter.
Ilulissat har adskillige hoteller, restauranter, caféer, butikker, skoler og natklubber. Der er blandt andet også en fodboldbane og en sportshal. Hospitalet er ansvarligt for hele regionen, da de små landsbyer alle kun har medicinske afdelinger. Der er et plejehjem, Unganartoq Plejecenter Ilulissat, samt en række vuggestuer og børnehaver. De to skoler er Mathias Storch Skolen og Jørgen Brønlund Skolen, som begge underviser op til 10. klasse. Ilulissat er også hjemsted for Perorsaanermik Ilinniarfik (Grønlands Socialpædagogiske Seminarium).
De fleste job i Ilulissat findes inden for administration, servicesektoren, handel og reparationsfag. Andre store aktivitetsområder er transport og fiskeri, som tegner sig for størstedelen af Ilulissats indtægter. Især hellefisk og rejer fanges og forarbejdes på Royal Greenlands fiskefabrik. Turisme er også en stor indtægtskilde for byen.
Særlig Mathias Storch, Jørgen Brønlund og polarforskeren Knud Rasmussen har haft stor betydning for byens udvikling. De to sidstnævnte er født og opvokset i Ilulissat, og der er rejst mindesmærker for begge.
.

## Ilulissat Isfjord
Fjorden er 40 km lang, 7 km bred og op til 1200 m dyb. Ved fjordens begyndelse ligger Ilulissat Isbræ, som er en af verdens mest produktive gletsjere. Ved kanten af bræen afbrækkes hele tiden store isbjerge, som presses ud igennem isfjorden med en hastighed på 22 m om dagen.
De kæmpestore isbjerge, der kan være flere hundrede meter i diameter og op til 1000 m i højden, strander ved en banke i fjordens munding, hvor vanddybden kun er få hundrede meter. Her brækker nogle af dem i mindre stykker, mens andre, når presset indefra bliver stort nok, river sig løs for derefter at flyde med strømmen mod nordvest, ud i Davis Strædet. Over vandoverfladen kan isfjeldene ude i havet være op til 150 meter høje, og det er kun 10% af isfjeldenes samlede masse, der befinder sig over vandoverfladen. Ilulissat Isfjord blev optaget på UNESCOs verdensarvsliste i 2004.

## Historie
Nær byen ligger den frodige Sermermiut dal, der strækker sig ned mod isfjorden med ruinrester fra den tidligere boplads Sermermiut. Bopladsen har med to afbrydelser været befolket i 4000 år af tre kulturer, der alle var nomadiske jægere. Hver sommer forlod de bopladsen og boede i telt.
2500 – 1000 f. Kr. Saqqaq-folket er formodentlig de første inuitter, der har boet i området. De var hovedsagelig landjægere, der med bue og pil jagede sæler fra land. Deres vinterbolig var et hus af tørv og telttaget af skind.
500 f. Kr. – 200 e. Kr. Dorset folket var ligeledes landjægere, men fangede også hvalros og sæl fra isen. De havde transportslæder, som de selv trak. Vinterboligen var tørvehuse med åbent ildsted til madlavning og varme.
1000 – 1750 e. Kr. Thule-folket var jægere og fangere med konebåd, kajak og hundeslæde. Vinterboligen var tørvehuse, og de store spæklamper blev brugt både til opvarmning, lys og madlavning. Flere fund viser, at de har haft kontakt med nordboerne. Indvandringen til Grønland er hver gang sket fra det nuværende Alaska og Canada.
Bygden Ilulissat blev grundlagt i 1727 2 km nord for Sermermiut. Hollandske hvalfangere havde 1739 et spækhus i en bugt nord for Sermermiut, det nuværende Ilulissat. 1741 grundlagde Jacob Severin handelsstationen Jacobshavn med Sermermiuts befolkning som den første handelsmæssige basis.
I 1742 fik handelsstationen navnet Jakobshavn efter grundlæggeren, købmand Jacob Severin fra Sæby.  Han havde på det tidspunkt handelsmonopolet i Grønland.
I 1782 opnår Jakobshavn status som koloni.
Seminariet i Ilulissat blev opført opført 1880 og var sammen med seminariet i Nuuk de første højere uddannelsesinstitutioner i Grønland. De kateketer, som blev uddannet på seminarierne, skabte en kulturel opblomstring, som gav grønlænderne en særstilling i forhold til inuit-befolkningerne andre steder i Arktis. Seminariet i Ilulissat havde en svigtende elev-tilgang og måtte lukke i 1907. Bygningen er i dag museum.
De sidste beboere fra Sermermiut flyttede til Ilulissat i 1850 og samme år havde Ilulissat 262 indbyggere, et antal, der i 1880 var 418.
1867 udbrød der tuberkulose i Ilulissat, og en tredjedel af befolkningen døde. Produktionen faldt, og det var svært at holde det lille samfund i gang.
I 1890'erne var fiskeri efter hellefisk og grønlandshaj hovedbeskæftigelsen for befolkningen i Ilulissat. Grønlandshaj var en vigtig indtægtskilde, fordi leveren blev solgt til Den Kgl. grønlandske Handel (KGH), mens hellefisk kun blev spist og handlet lokalt i den uformelle økonomi.
I 1950'erne kom store mængder torsk til Diskobugten, og torskefiskeriet satte yderligere gang i væksten i Ilulissat. Børnehjemmet blev opført i 1953-1954, Atlantkajen i 1960, vandsødæmningen og fiskefabrikken i 1961.
I 1960'erne skete der en generel nedgang i torskebestanden langs Grønlands vestkyst, men man havde allerede fundet et nyt og endnu mere indbringende fiskeri: enorme forekomster af rejer. I Ilulissat omstillede folk sig hurtigt, de nødvendige produktionsanlæg blev anlagt, og det nye erhverv tiltrak mange tilflyttere fra bygderne.
Udviklingen af fiskerie og de forbedrede levevilkår resulterede i at indbyggertallet steg, som blev yderligere forstærket, da man i midten af 1970'erne begyndte at tilkalde store mængder arbejdskraft fra Danmark.
Mange af Ilulissats moderne faciliteter stammer fra den tid. Byens to store folkeskoler er fra 1974 og 1977, Hotel Hvide Falk er fra 1971, og sportshallen fra 1976. Samtidig blev der opført flere store boligkomplekser. Sygehuset blev udvidet i 1980. 1977 var byens befolkning vokset til 3.572.
1998 etablerede Royal Greenland en hellefiskefabrik. I 2010 grundlagde en gruppe lokale fiskere hellefiskefabrikken Halibut Greenland for at skabe konkurrence til Royal Greenland.

## Seværdigheder og kultur

### Seværdigheder
Beliggenheden nord for polarcirklen, (solen går aldrig ned om sommeren), og de 3-4.000 (2006) slædehunde er med til at give Ilulissat et helt specielt præg. Turismen har i de seneste 30 år udviklet sig til at blive en vigtig del af det lokale erhvervsliv. Temperaturen om vinteren kan komme ned omkring -30° celsius, og der arrangeres dagligt hundeslædeture for turisterne. Om sommeren kan temperaturen stige til 20-25 °C. Fra byen er der panoramaudsigt til Isfjorden og Diskobugten, og der arrangeres fly- og helikopterture, bådture og vandreture til Isfjorden i hele sommerperioden. Man kan opleve området omkring byen ved at benytte de mange tilbud om vandre- og bådture.
Mod vest ligger Diskobugten med Diskoøen, der fra Ilulissat kan besøges med skib eller helikopter.
I sommeren 2021 åbner Ilulissat Isfjordscenter, som skal fungere som formidlingscenter. Isfjordcenteret er tegnet af arkitekt Dorte Mandrup og opføres med støtte fra Realdania.

### Kultur
I byen findes to museer. Ilulissat Kunstmuseum har til huse i den gamle kolonibestyrerbolig og udstiller værker af grønlandskunstneren Emanuel A. Petersen. Kolonibestyrerboligen er tegnet af den danske arkitekt Helge Bojsen-Møller.
Ilulissat Museum er beliggende i den gamle præstebolig, hvor Knud Rasmussen voksede op.
I Kulturhuset Sermermiut afholdes kulturelle arrangementer, som koncerter, teaterstykker og konferencer. Kulturhuset huser også foreningen Biffen, som viser film i salen.

### Sport
I byen dyrkes en lang række sportsgrene blandt andet fodbold, badminton, langrend, hundeslæde og arktisk sport.
Fodbold er en populær sport og mange støtter de lokale fodboldhold Ilulissat-69 og Nagdlunguaq-48. I vinterhalvåret spilles der futsal i hallen, mens der i sommermånederne spilles fodbold på byens kunstgræsbane.
Der afholdes konkurrencer i hundeslæde og Ilulissat har været vært for hundeslædeløbet Avannaata Qimussersui, hvor op mod 40 hundeslædekuske deltager.

## Kendte personer
- Jørgen Brønlund (1877–1907), polarforsker og lærer
- Knud Rasmussen (1879–1933), polarforsker
- Søren Kaspersen (1896–1964), salmedigter og politiker
- Jens Rosing (1925–2008), forfatter og billedkunstner
- Anthon Frederiksen (* 1953), politiker (Partii Naleraq)
- Ane Lone Bagger (* 1966), politiker (Siumut)
- Otto Rosing (* 1967), filminstruktør
- Naja Kristensen (* 1968), politiker (Atassut)
- Kuno Fencker (* 1974), politiker (Siumut)
- Jens-Erik Kirkegaard (* 1975), politiker (Siumut)
- Doris J. Jensen (* 1978), politiker (Siumut) og lærer
- Niels Thomsen (* 1981), politiker (Demokraatit) og cand.scient
- Aqqalu C. Jerimiassen (* 1986), politiker (Atassut)
- Ricky Enø Jørgensen (* 1989), elitecykelrytter og sportschef

## Venskabsbyer
- Fredericia, Danmark
- Hafnarfjörður, Island
- Fuglafjørður, Færøerne